# Arizpe
Arizpe è un comune del Messico, situato nello stato di Sonora, il cui capoluogo è la località omonima. Qui nacque nel 1829 il celebre condottiero degli Apache Geronimo.